# Museo d'arte Ohara

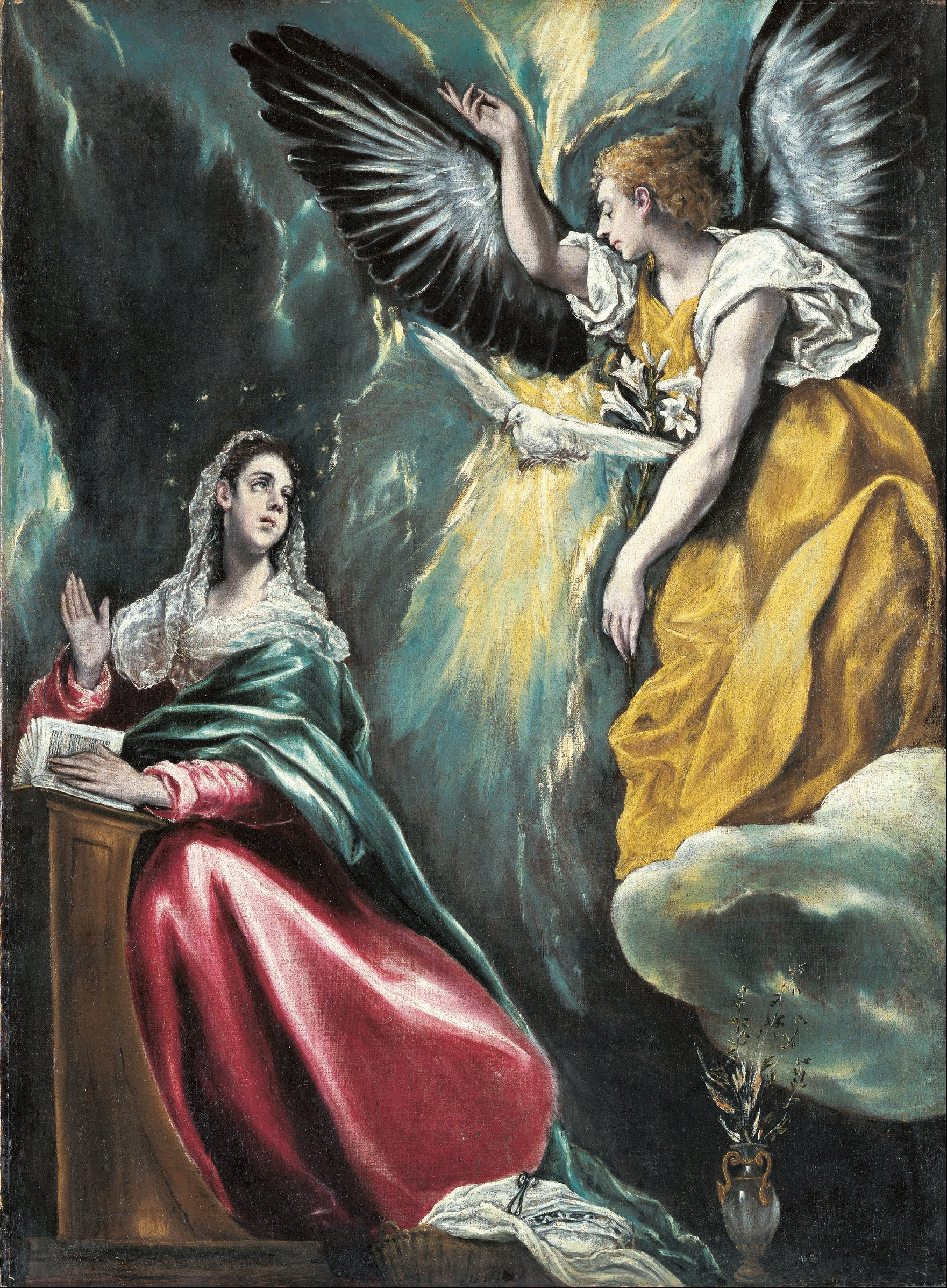
El Greco, Annunciazione (1590-1603 all'incirca).

Museo d'arte «Ohara» (大原美術館?, Ōhara Bijutsukan) è un'istituzione museale giapponese che contiene una prominente collezione d'arte occidentale e nipponica, raggruppate dall'industriale Magosaburo Ohara (1880-1943), assieme al suo connazionale Kojima Torajiro (1881–1929) e all'artista francese Edmond Aman-Jean. Il museo è situato presso la città di Kurashiki (ad Okayama).